# ارتور فاکس (ورزشکار)
آرتور فاکس (انگلیسی: Arthur Fox; ۹ سپتامبر ۱۸۷۸ – ۱۷ اوت ۱۹۵۸) شمشیرباز اهل ایالات متحده آمریکا بود.